# Davy Pröpper
David Petrus Wenceslaus Henri (Davy) Pröpper (Arnhem, 2 september 1991) is een Nederlands voormalig profvoetballer. Hij kwam in zijn carrière uit voor Vitesse, PSV en het Engelse Brighton & Hove Albion. Hij stopte begin 2022 wegens motivatieproblemen als profvoetballer, maar kwam terug op die beslissing en tekende op 27 januari 2023 een contract bij Vitesse. In mei 2024 stopte hij opnieuw, ditmaal wegens herhaaldelijk blessureleed. Pröpper speelde tussen 2015 en 2019 in het Nederlands elftal.

## Clubcarrière

### Vitesse
Pröpper begon met voetballen bij de Arnhemse amateurclub VDZ en werd in 2002 opgenomen in de jeugdopleiding van Vitesse. Als zestienjarige B-junior tekende hij op 24 april 2008 zijn eerste profcontract. Dat seizoen won hij het KNVB voetballer van het jaar-klassement bij de B-junioren. Na diverse jeugdelftallen doorlopen te hebben, maakte Pröpper op 17 januari 2010 zijn debuut in het eerste elftal, als invaller voor Kevin van Diermen in een uitwedstrijd tegen N.E.C.. Ondanks dat Pröpper lang bij de club zat, had hij geen vaste basisplaats onder trainers Theo Bos, John van den Brom en Fred Rutten. Door weinig vertrouwen van de trainers en diverse blessures verloor Pröpper het plezier in het voetbal bij Vitesse. Hij gaf na het seizoen bij de clubleiding aan dat hij niet weer zo'n seizoen wilden meemaken. Diverse clubs toonden interesse, maar Vitesse wilde de Arnhemmer niet kwijt. Pröpper debuteerde op 19 juli 2012 in de UEFA Europa League in dienst van de Arnhemse club. Hij begon die dag in de basisopstelling tijdens de eerste van twee wedstrijden in de tweede kwalificatieronde van het toernooi, uit tegen Lokomotiv Plovdiv. De wedstrijd eindigde in 4–4.
Na het vertrek van Marco van Ginkel naar Chelsea dwong hij een vaste basisplek af in het elftal van trainer Peter Bosz. In november 2013 pakte hij met de club voor het eerst sinds 2006 de koppositie in de Eredivisie en voor het eerst sinds 2000 na een volledige speelweek. Na zeventien speelronden, was Vitesse koploper en daarmee herfstkampioen. Op 6 april 2014 speelde Pröpper zijn honderdste Eredivisiewedstrijd in het eerste van Vitesse, thuis tegen Ajax. Pröpper werd dat jaar voor de tweede keer op rij Gelders voetballer van het jaar. Pröpper behaalde in het seizoen 2014/15 Europees voetbal met Vitesse door de play-offs winnend af te sluiten. Na het seizoen werd hij door de supporters verkozen tot Vitesse-speler van het jaar.

### PSV
Pröpper tekende op 13 juli 2015 een contract voor vier seizoenen bij PSV. Over de transfersom deden beide clubs geen mededelingen. Zowel het Eindhovens Dagblad als voetbaltijdschrift Voetbal International ging uit van € 4.500.000,-. Pröpper maakte op zondag 2 augustus 2015 zijn officiële debuut voor PSV, tijdens de met 3-0 gewonnen wedstrijd om de Johan Cruijff Schaal 2015. Hij speelde van begin tot einde en gaf de assist waaruit Adam Maher 2-0 maakte. Hij maakte op 12 september 2015 zijn eerste officiële doelpunt voor PSV. Tijdens een met 0-6 gewonnen competitiewedstrijd uit bij SC Cambuur schoot hij in de 56ste minuut zijn team op 0-4. Pröpper maakte drie dagen later zijn debuut in het hoofdtoernooi van UEFA Champions League. Die dag won hij met PSV thuis met 2-1 van Manchester United. Hij won op zaterdag 1 november 2015 met PSV een competitiewedstrijd uit bij De Graafschap met 3-6. Die dag speelde hij voor de eerste keer in zijn profcarrière tegen zijn broer Robin Pröpper en maakte hij ook voor het eerst twee doelpunten in één wedstrijd voor PSV. Pröpper scoorde op 8 december 2015 voor het eerst in de UEFA Champions League. Hij zette PSV die dag met 2-1 voor thuis tegen CSKA Moskou, tevens de eindstand. Door deze overwinning ging hij met zijn ploeggenoten definitief door naar de achtste finales van het toernooi, tegen Atlético Madrid.
Pröpper werd op 8 mei 2016 landskampioen met PSV. De club begon aan de laatste speelronde van het seizoen met evenveel punten als Ajax, maar met een doelsaldo dat zes doelpunten minder was. PSV won die dag vervolgens met 1-3 uit bij PEC Zwolle, terwijl Ajax uit bij De Graafschap met 1-1 gelijkspeelde. Pröpper was het hele seizoen basisspeler. De enige speelronde die hij miste (thuis tegen SC Cambuur), was het gevolg van een schorsing. Pröpper won op 31 juli 2016 voor het tweede jaar op rij de Johan Cruijff Schaal met PSV. Deze keer schoot hij via het been van Terence Kongolo het enige doelpunt van de wedstrijd binnen tegen Feyenoord. Pröpper verlengde in augustus 2016 zijn contract bij PSV tot medio 2020. Het seizoen 2016/17 bleek niettemin zijn laatste in Eindhoven

### Brighton & Hove Albion
Pröpper tekende op 7 augustus 2017 een contract tot medio 2021 bij Brighton & Hove Albion, dat in het voorgaande seizoen promoveerde naar de Premier League. Het betaalde circa €15.000.000,- voor hem aan PSV, op dat moment een recordbedrag voor de Engelse club. Pröpper maakte op 12 augustus 2017 zijn debuut voor Brighton, in een met 0–2 verloren wedstrijd tegen Manchester City. Hij ontpopte zich al snel tot vaste waarde bij de Engelse club en speelde in zijn eerste seizoen in 35 van de 38 competitieronden, allemaal als basisspeler. Dit was hij in zijn eerste twee seizoenen bij de Engelse club onder coach Chris Hughton en dat bleef hij toen medio 2019 Graham Potter aantrad als hoofdtrainer.

### PSV
Pröpper keerde in juni 2021 terug bij PSV, waar hij een contract tekende tot medio 2023. Hij won op 7 augustus 2021 voor zijn derde keer de Johan Cruijff Schaal met PSV. Pröpper was echter niet altijd zeker van een basisplaats en kwam in de eerste seizoenshelft tot zestien duels over alle competities, waarin hij een keer scoorde. In januari 2022 gaf Pröpper op 30-jarige leeftijd te kennen dat hij per direct stopte met profvoetbal, omdat hij het plezier in het voetbal had verloren. Zijn contract werd ontbonden.

### Vitesse
In november 2022 werd bekend dat Davy Pröpper terugkwam op zijn voetbalpensioen en ging meetrainen bij Vitesse. Hij tekende op 27 januari 2023 een contract tot medio 2024 bij de ploeg, waar hij zijn profcarrière begon. Hij werd zo herenigd met trainer Philip Cocu. Samen wonnen zij in 2016 het landskampioenschap met PSV.
Davy maakte op zaterdag 28 januari 2023 zijn rentree in de Eredivisie. Hij viel in de 66e minuut in voor Kacper Kozlowski. Vitesse sloot de wedstrijd tegen sc Heerenveen met een 1-3 overwinning af. In de eredivisiewedstrijd tegen FC Emmen moest Pröpper het veld vroegtijdig verlaten, hij scheurde zijn voorste kruisband af en was uitgeschakeld tot het eind van het seizoen. Het seizoen daarop zou wegens nieuw blessureleed opnieuw beperkt blijven tot twee wedstrijden, waarna Pröpper vlak na het einde van het seizoen en de degradatie van Vitesse bekendmaakte opnieuw te stoppen met voetballen.

## Clubstatistieken
| Seizoen         | Club                   | Competitie      | Competitie | Competitie | Beker | Beker | Internationaal | Internationaal | Overig | Overig | Totaal | Totaal |
| Seizoen         | Club                   | Competitie      | Duels      | Goals      | Duels | Goals | Duels          | Goals          | Duels  | Goals  | Duels  | Goals  |
| --------------- | ---------------------- | --------------- | ---------- | ---------- | ----- | ----- | -------------- | -------------- | ------ | ------ | ------ | ------ |
| 2009/10         | Vitesse                | Eredivisie      | 11         | 0          | 0     | 0     | —              | —              | —      | —      | 11     | 0      |
| 2010/11         | Vitesse                | Eredivisie      | 29         | 3          | 3     | 1     | —              | —              | —      | —      | 32     | 4      |
| 2011/12         | Vitesse                | Eredivisie      | 16         | 1          | 3     | 0     | —              | —              | 3      | 0      | 22     | 1      |
| 2012/13         | Vitesse                | Eredivisie      | 14         | 0          | 3     | 2     | 4              | 0              | —      | —      | 21     | 2      |
| 2013/14         | Vitesse                | Eredivisie      | 33         | 6          | 2     | 0     | 1              | 0              | 2      | 1      | 38     | 7      |
| 2014/15         | Vitesse                | Eredivisie      | 30         | 5          | 4     | 0     | —              | —              | 4      | 2      | 38     | 7      |
| Club totaal     | Club totaal            | Club totaal     | 133        | 15         | 15    | 3     | 5              | 0              | 9      | 3      | 162    | 21     |
| 2015/16         | PSV                    | Eredivisie      | 33         | 10         | 2     | 1     | 8              | 1              | 1      | 0      | 44     | 12     |
| 2016/17         | PSV                    | Eredivisie      | 34         | 6          | 2     | 2     | 6              | 1              | 1      | 1      | 43     | 10     |
| 2017/18         | PSV                    | Eredivisie      | 0          | 0          | 0     | 0     | 2              | 0              | —      | —      | 2      | 0      |
| Club totaal     | Club totaal            | Club totaal     | 67         | 16         | 4     | 3     | 16             | 2              | 2      | 1      | 89     | 22     |
| 2017/18         | Brighton & Hove Albion | Premier League  | 35         | 0          | 5     | 0     | —              | —              | —      | —      | 40     | 0      |
| 2018/19         | Brighton & Hove Albion | Premier League  | 30         | 1          | 5     | 0     | —              | —              | —      | —      | 35     | 1      |
| 2019/20         | Brighton & Hove Albion | Premier League  | 35         | 1          | 0     | 0     | —              | —              | —      | —      | 35     | 1      |
| 2020/21         | Brighton & Hove Albion | Premier League  | 7          | 0          | 4     | 0     | —              | —              | —      | —      | 11     | 0      |
| Club totaal     | Club totaal            | Club totaal     | 107        | 2          | 14    | 0     | 0              | 0              | 0      | 0      | 121    | 2      |
| 2021/22         | PSV                    | Eredivisie      | 9          | 1          | 0     | 0     | 6              | 0              | 1      | 0      | 16     | 1      |
| Club totaal*    | Club totaal*           | Club totaal*    | 76         | 17         | 4     | 3     | 22             | 2              | 3      | 1      | 105    | 23     |
| 2022/23         | Vitesse                | Eredivisie      | 2          | 0          | 0     | 0     | —              | —              | —      | —      | 2      | 0      |
| 2023/24         | Vitesse                | Eredivisie      | 2          | 0          | 1     | 1     | —              | —              | —      | —      | 3      | 1      |
| Club totaal*    | Club totaal*           | Club totaal*    | 137        | 15         | 16    | 4     | 5              | 0              | 9      | 3      | 167    | 22     |
| Carrière totaal | Carrière totaal        | Carrière totaal | 320        | 34         | 34    | 7     | 27             | 2              | 12     | 4      | 393    | 47     |

* beide periodes. 
Bijgewerkt t/m 3 april 2024.

## Interlandcarrière
Pröpper speelde voor meerdere vertegenwoordigende jeugdelftallen. Hij debuteerde op 17 november 2010 als basisspeler in Jong Oranje, in een wedstrijd tegen Denemarken onder 21 jaar.

Toenmalig bondscoach Louis van Gaal selecteerde hem op 12 november 2013 voor het eerst voor het Nederlands elftal. Ook bondscoach Guus Hiddink riep Pröpper diverse malen op voor een trainingsstage bij Oranje. Hij debuteerde op 5 juni 2015 daadwerkelijk in het Nederlands elftal. Hij verving die dag in de 57ste minuut Robin van Persie tijdens een met 3-4 verloren oefeninterland tegen de Verenigde Staten in de Amsterdam ArenA. Pröpper was de 24ste speler ooit die voor Oranje speelde terwijl hij onder contract stond bij Vitesse.
Bondscoach Danny Blind haalde Pröpper in september 2016 opnieuw bij het Nederlands elftal. Na nog twee invalbeurten begon hij op 10 oktober 2016 onder hem voor het eerst in de basis van het nationale team. Nederland verloor die dag met 0–1 thuis van Frankrijk. Pröpper maakte op 3 september 2017 zijn eerste én tweede interlanddoelpunt. Hij zorgde die dag voor de 1–0 en de 3–1 tijdens een met 3–1 gewonnen kwalificatiewedstrijd voor het WK 2018, thuis tegen Bulgarije.
Onder leiding van bondscoach Ronald Koeman speelde hij in 2018 de eerste wedstrijd, en in 2019 de halve finale van de eerste editie van de UEFA Nations League. In 2019 speelde hij meerdere kwalificatiewedstrijden voor het EK 2020. Pröpper kwam in totaal 19 keer uit voor Oranje, waarin hij drie keer het net wist te vinden.
| Interlands van Davy Pröpper voor Nederland | Interlands van Davy Pröpper voor Nederland | Interlands van Davy Pröpper voor Nederland | Interlands van Davy Pröpper voor Nederland | Interlands van Davy Pröpper voor Nederland | Interlands van Davy Pröpper voor Nederland |
| №                                          | Datum                                      | Wedstrijd                                  | Uitslag                                    | Soort Wedstrijd                            | Goals                                      |
| ------------------------------------------ | ------------------------------------------ | ------------------------------------------ | ------------------------------------------ | ------------------------------------------ | ------------------------------------------ |
|                                            |                                            |                                            |                                            |                                            |                                            |
| Als speler van Vitesse                     |                                            |                                            |                                            |                                            |                                            |
| 1.                                         | 5 juni 2015                                | Nederland – Verenigde Staten               | 3 – 4                                      | Vriendschappelijk                          |                                            |
| Als speler van PSV                         |                                            |                                            |                                            |                                            |                                            |
| 2.                                         | 1 september 2016                           | Nederland – Griekenland                    | 1 – 2                                      | Vriendschappelijk                          |                                            |
| 3.                                         | 7 oktober 2016                             | Nederland – Wit-Rusland                    | 4 – 1                                      | Kwalificatie WK 2018                       |                                            |
| 4.                                         | 10 oktober 2016                            | Nederland – Frankrijk                      | 0 – 1                                      | Kwalificatie WK 2018                       |                                            |
| 5.                                         | 4 juni 2017                                | Nederland – Ivoorkust                      | 5 – 0                                      | Vriendschappelijk                          |                                            |
| Als speler van Brighton & Hove Albion      | Als speler van Brighton & Hove Albion      | Als speler van Brighton & Hove Albion      | Als speler van Brighton & Hove Albion      | Als speler van Brighton & Hove Albion      | 3                                          |
| 6.                                         | 3 september 2017                           | Nederland – Bulgarije                      | 3 – 1                                      | Kwalificatie WK 2018                       | 7' 80'                                     |
| 7.                                         | 7 oktober 2017                             | Wit-Rusland – Nederland                    | 1 – 3                                      | Kwalificatie WK 2018                       | 24'                                        |
| 8.                                         | 14 november 2017                           | Roemenië – Nederland                       | 0 – 3                                      | Vriendschappelijk                          |                                            |
| 9.                                         | 23 maart 2018                              | Nederland – Engeland                       | 0 – 1                                      | Vriendschappelijk                          |                                            |
| 10.                                        | 26 maart 2018                              | Portugal – Nederland                       | 0 – 3                                      | Vriendschappelijk                          |                                            |
| 11.                                        | 31 mei 2018                                | Slowakije – Nederland                      | 1 – 1                                      | Vriendschappelijk                          |                                            |
| 12.                                        | 6 september 2018                           | Nederland – Peru                           | 2 – 1                                      | Vriendschappelijk                          |                                            |
| 13.                                        | 9 september 2018                           | Frankrijk – Nederland                      | 2 – 1                                      | Nations League                             |                                            |
| 14.                                        | 21 maart 2019                              | Nederland - Wit-Rusland                    | 4 – 0                                      | EK-kwalificatie 2020                       |                                            |
| 15.                                        | 6 juni 2019                                | Nederland – Engeland                       | 3 – 1                                      | Nations League                             |                                            |
| 16.                                        | 6 september 2019                           | Duitsland – Nederland                      | 2 – 4                                      | EK-kwalificatie 2020                       |                                            |
| 17.                                        | 9 september 2019                           | Estland – Nederland                        | 0 – 4                                      | EK-kwalificatie 2020                       |                                            |
| 18.                                        | 16 november 2019                           | Noord-Ierland – Nederland                  | 0 – 0                                      | EK-kwalificatie 2020                       |                                            |
| 19.                                        | 19 november 2019                           | Nederland – Estland                        | 5 – 0                                      | EK-kwalificatie 2020                       |                                            |

## Erelijst

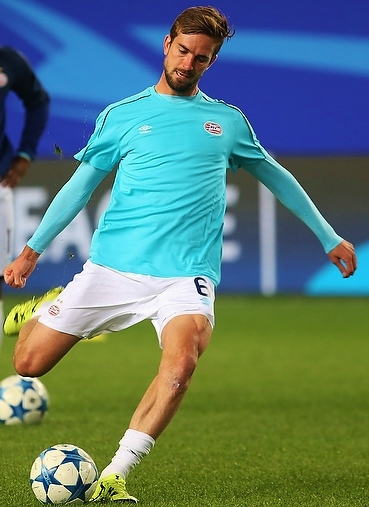
Pröpper tijdens een warming-up van PSV in 2015.

| Competitie           | Aantal | Jaren            |
| PSV                  | PSV    | PSV              |
| -------------------- | ------ | ---------------- |
| Kampioen Eredivisie  | 1x     | 2015/16          |
| Johan Cruijff Schaal | 3x     | 2015, 2016, 2021 |

| Individueel                             | Aantal | Jaren      |
| --------------------------------------- | ------ | ---------- |
| KNVB voetballer van het jaar B-Junioren | 1x     | 2008       |
| Vitesse-speler van het jaar             | 1x     | 2015       |
| Gelders voetballer van het jaar         | 2x     | 2014, 2015 |

## Trivia
- Pröppers jongere broer Robin debuteerde in 2012 als profvoetballer bij De Graafschap en komt sinds 2024 uit voor Rangers

## Privé
Pröpper werd in juni 2016 voor het eerst vader van een meisje. Hij kreeg haar met Mandy van Ginkel, een nicht van Marco van Ginkel.